# Dujail
Dujail (arabo: الدجيل; ma anche Ad Dujayl) è una piccola città sciita nel nord dell'Iraq; si trova a una quarantina di chilometri a nord di Baghdad. 
Nel 1982 vi ebbe luogo la Strage di Dujail.